# Ustîmivka, Semenivka
Ustîmivka (în ucraineană Устимівка) este localitatea de reședință a comunei Ustîmivka din raionul Semenivka, regiunea Poltava, Ucraina.

## Demografie
Componența lingvistică a localității Ustîmivka
     Ucraineană (96,96%)
     Rusă (3,04%)
Conform recensământului din 2001, majoritatea populației localității Ustîmivka era vorbitoare de ucraineană (96,96%), existând în minoritate și vorbitori de rusă (3,04%).